# جی‌ام‌سی سیرا

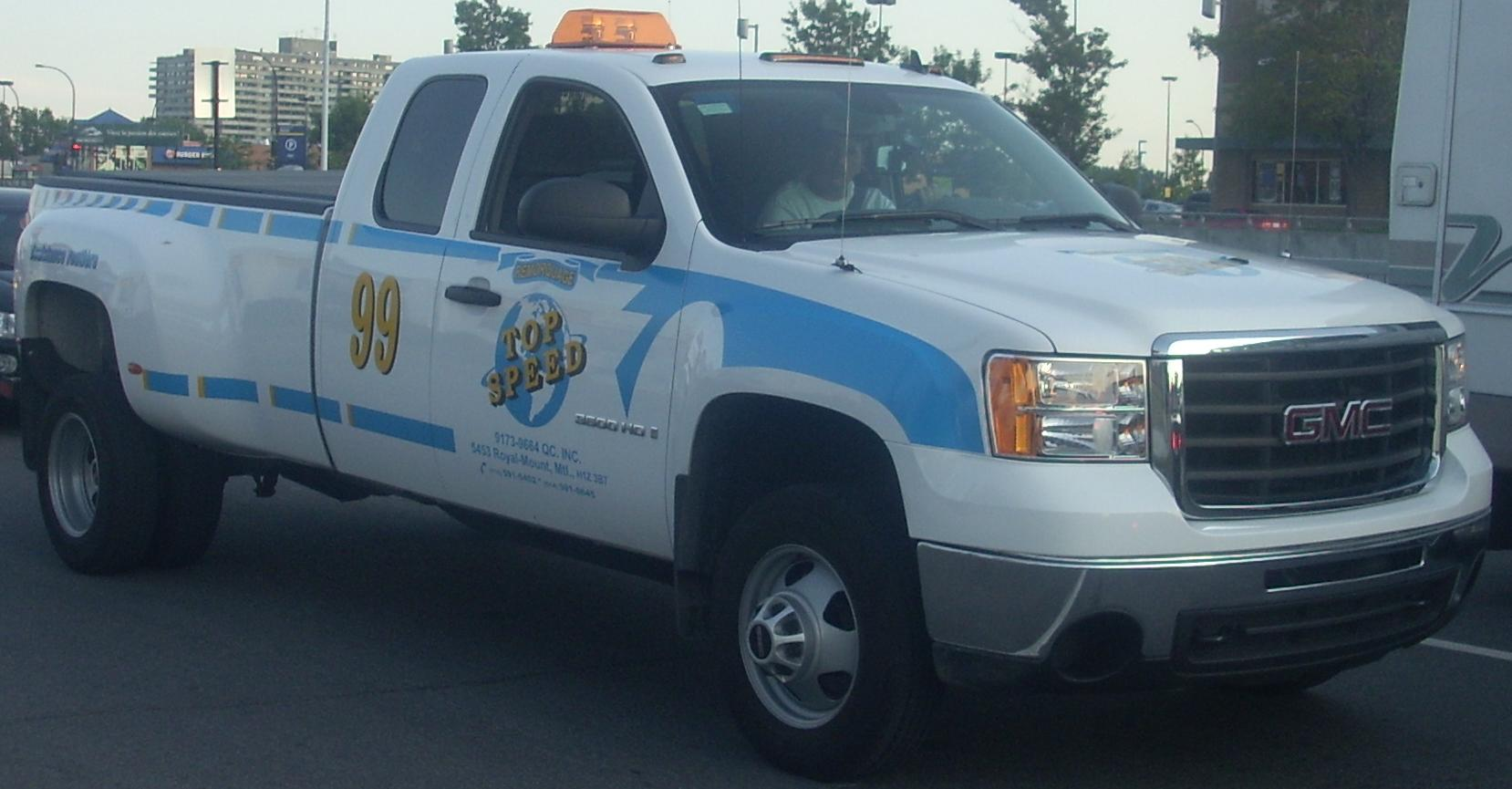

جی‌ام‌سی سیِرا (به انگلیسی: GMC Sierra) یکی از مدل‌های کمپانی جی ام سی است.

## نگارخانه

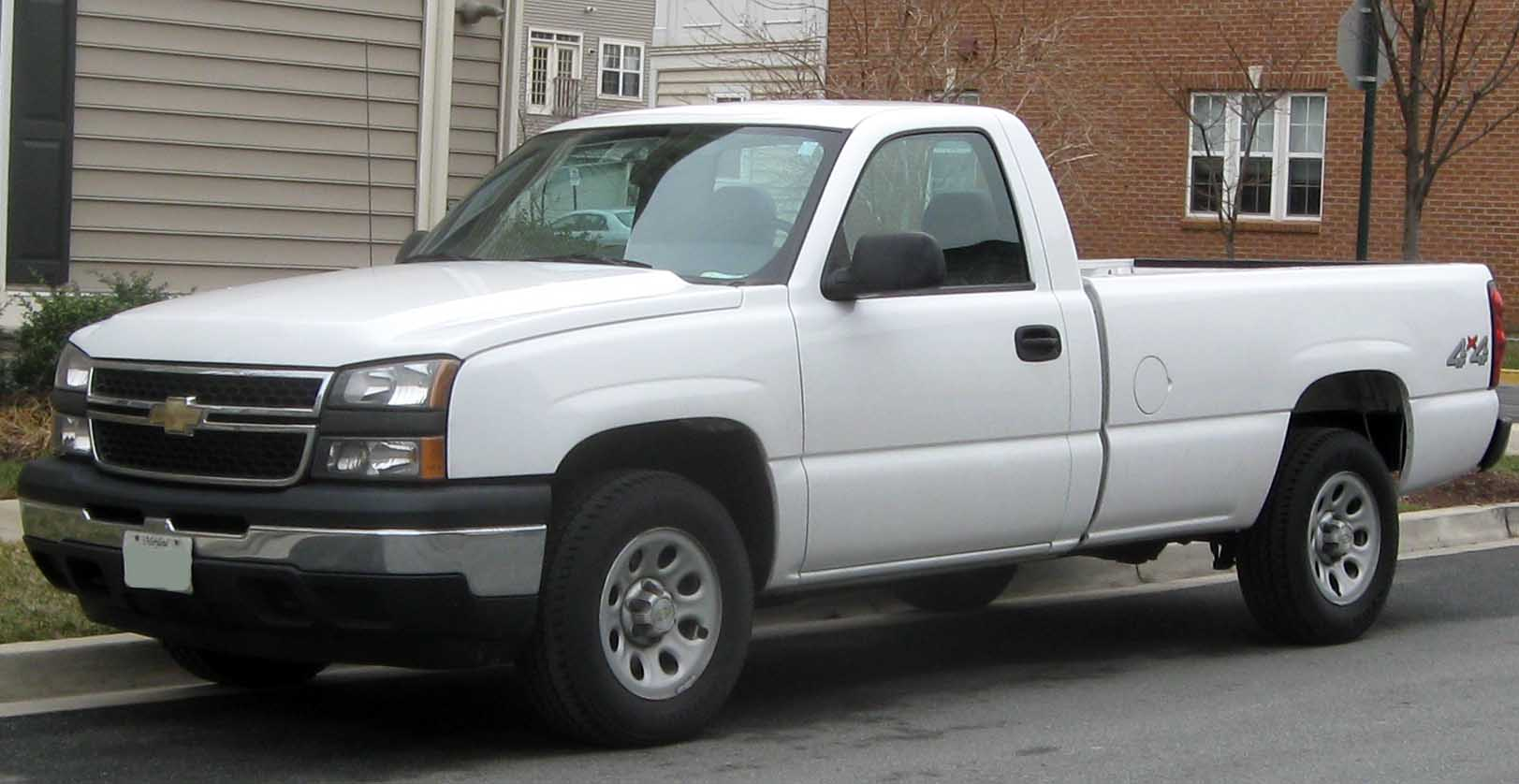
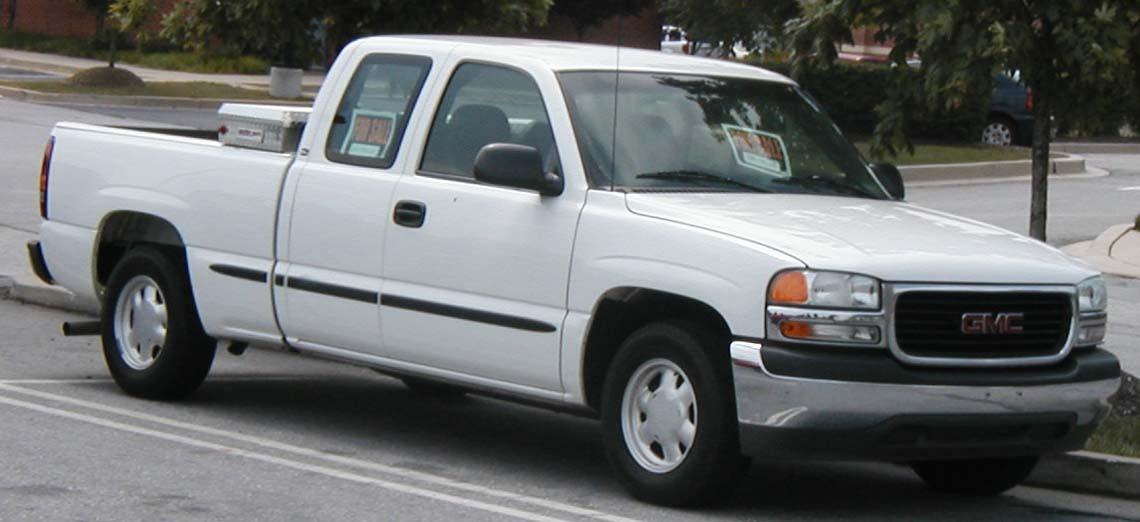
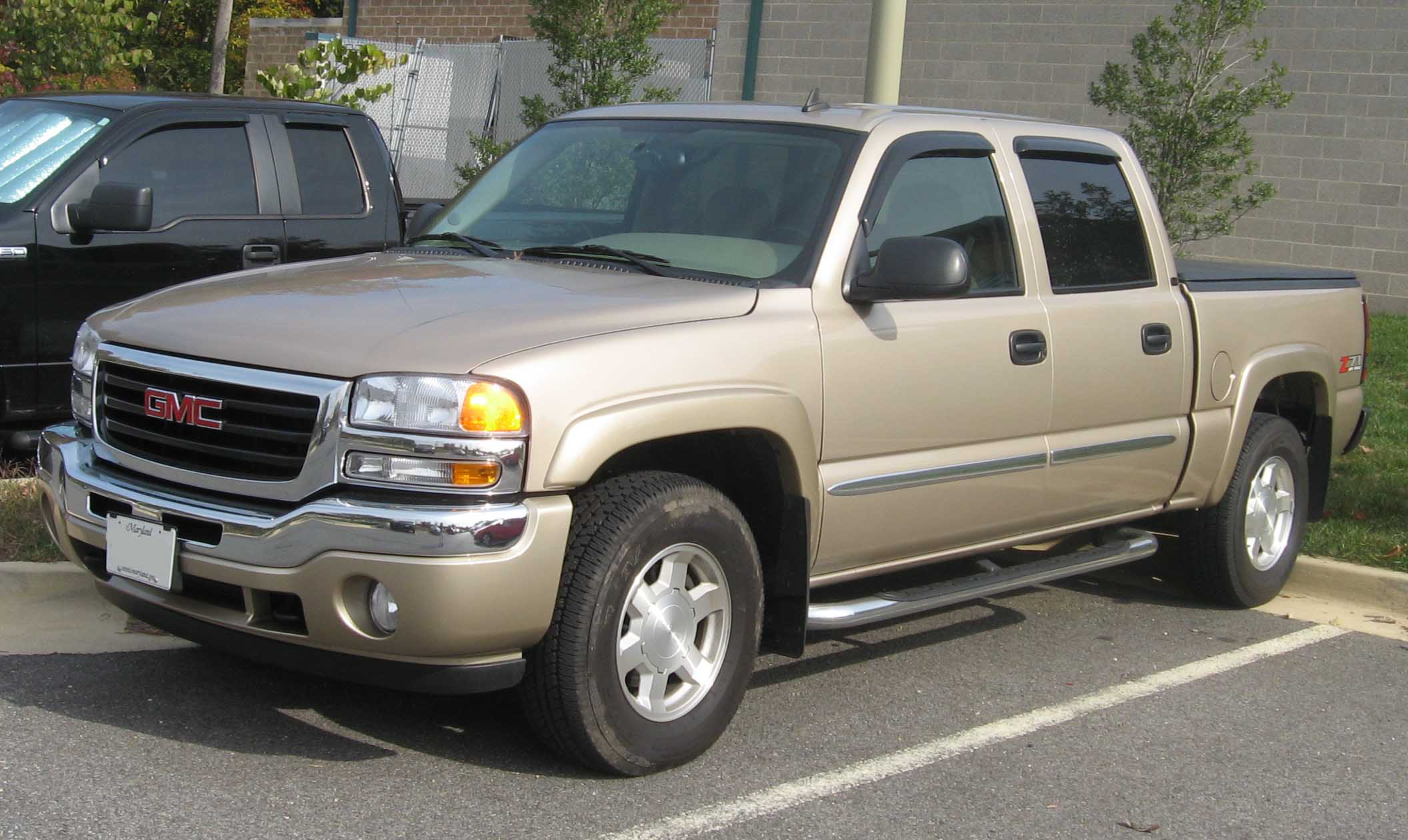